# Vento di milioni
Vento di milioni è un film del 1940 diretto da Dino Falconi.